# Mark Souder
Mark Edward Souder (ur. 18 lipca 1950, zm. 26 września 2022) – polityk amerykański, członek Partii Republikańskiej. W latach 1995–2010 był przedstawicielem stanu Indiana w Izbie Reprezentantów Stanów Zjednoczonych, najpierw z czwartego, a od roku 2003 z trzeciego okręgu wyborczego.